# Trimer (hemija)
U hemiji, trimer je molekul ili poliatomski anjon nastao kombinacijom ili asocijacijom tri molekula ili jona iste supstance. U tehničkom žargonu, trimer je vrsta oligomera dobijenog od tri identična prekurzora često u konkurenciji sa polimerizacijom.

## Primeri

### Alkinska trimerizacija
Godine 1866, Marcelin Bertelo je izvestio o prvom primeru ciklotrimerizacije, pretvaranja acetilena u benzen. Ovaj proces je komercijalizovan:

### Trimerizacija nitrila
Simetrični 1,3,5-triazini se dobijaju trimerizacijom određenih nitrila kao što je cijanogen hlorid.
Cijanogen hlorid i cijanogen bromid se trimerizuju na povišenim temperaturama preko ugljeničnog katalizatora. Hlorid daje cijanurični hlorid:
Bromid ima produženi rok trajanja kada se čuva u frižideru. Kao i hlorid, on se podvrgava ab egzotermnoj trimerizaciji da bi se formirao cijanurični bromid. Ovu reakciju katalizuju tragovi broma, metalnih soli, kiselina i baza. Iz tog razloga, eksperimentatori izbegavaju braonaste uzorke.
Industrijski put do cijanurske kiseline podrazumeva termičko razlaganje uree, uz oslobađanje amonijaka. Konverzija počinje na približno 175 °C:
{\displaystyle {\ce {3 H2N-CO-NH2 -> [C(O)NH]3 + 3 NH3}}}
Endotermna sinteza melamina može se razumeti u dva koraka.
Prvo, urea se razlaže na izocijansku kiselinu i amonijak u endotermnoj reakciji:
{\displaystyle {\ce {(NH2)2CO -> HOCN + NH3}}}
Zatim u drugom koraku, izocijanska kiselina se polimerizuje da bi se formirala cijanurska kiselina, koja se kondenzuje sa oslobođenim amonijakom iz prvog koraka da bi oslobodio melamin i voda.
{\displaystyle {\ce {3 HOCN -> [C(O)NH]3}}}
{\displaystyle {\ce {[C(O)NH]3 + 3 NH3 -> C3H6N6 + 3 H2O}}}
Ova voda zatim reaguje sa prisutnom izocijanskom kiselinom, koja pomaže u pokretanju reakcije trimerizacije, stvarajući ugljen-dioksid i amonijak.
{\displaystyle {\ce {3 HOCN + 3 H2O -> 3 CO2 + 3NH3}}}
Drugi korak je egzoterman:
{\displaystyle {\ce {6 HCNO + 3 NH3 -> C3H6N6 + 3 CO2 + 3NH3}}}
ali je ukupan proces endoterman.

### Dienska trimerizacija
1,5,9-trans-trans-cis izomer ciklododekatriena, koji ima određeni industrijski značaj, dobija se ciklotrimerizacijom butadiena sa titanijum tetrahloridom i organoaluminijumskim kokatalizatorom:

### Razlaganje ugljenik-hetero dvostrukih veza uz formiranje simetričnih zasićenih 1,3,5-heterocikličnih jedinjenja
Ciklotrimerizacija formaldehida daje 1,3,5-trioksan:
1,3,5-tritian je ciklični trimer inače nestabilne vrste tioformaldehida. Ovo heterociklično jedinjenje se sastoji od šestočlanog prstena sa naizmeničnim metilenskim mostovima i tioetarskim grupama. Priprema se tretiranjem formaldehida vodonik-sulfidom.
Tri molekula acetaldehida se kondenzuju i formiraju paraldehid, ciklični trimer koji sadrži C-O jednostruke veze.
Katalizacija i dehidratacija sumpornom kiselinom, trimerizacija acetona preko aldolne kondenzacije daje mezitilen

### Trisiloksani
Dimetilsilandiol dehidrira do trimera Me
2SiO kao i polidimetilsiloksan. Reakcija ilustruje konkurenciju između trimerizacije i polimerizacije. Polimer i trimer su formalno izvedeni iz hipotetičkog sila-ketona Me
2Si=O, iako ova vrsta nije intermedijer.

### Koordinaciona hemija
Ditiobenzoatni kompleksi [M(S
2CPh)
2] kristališu kao trimeri (M = Ni, Pd).